# Silex and the city
Silex and the City ("La selce e la città") è il titolo di un fumetto comico ambientato in epoca preistorica, creato da Julien Berjeaut nel 2009 ed edito da Dargaud.
Due adattamenti televisivi, nel 2012 e nel 2013, sono stati creati da, rispettivamente, Jérémeie Hoarau e Jean-Paul Guigue, ognuno di 40 episodi di 3 minuti circa. Sono coproduzioni Haut et Court, Arte France e JSBC.
Il titolo è un gioco di parole tra la selce (silex in francese) e la serie televisiva Sex and the City. La frase di presentazione è un chiaro riferimento ad Asterix (Siamo nel 50 a.C. Tutta la Gallia è occupata dai romani. Tutta? No: un piccolo villaggio resiste ancora e sempre all'invasore).
La serie racconta le vicissitudini di una famiglia paleolitica di cacciatori-raccoglitori in un periodo interglaciale (40.000 anni fa in realtà c'era l'ultimo periodo glaciale).
Ogni storia è la trasposizione per assurdo in epoca paleolitica di un fenomeno contemporaneo, assumendo in particolare le caratteristiche della tensione evolutiva (di volta in volta tra esseri viventi, tra primati, tra specie del genere homo e tra chi ha già abbracciato la cultura neolitica dell'agricoltura e chi la rifiuta) e del suo aspetto sociale classista (cioè c'è sempre chi rimane indietro).
Tali avventure sono caratterizzate da motivi volutamente anacronistici, ricordando in tal senso i Flinstone, diversamente dai quali non vi è la compresenza di primati e dinosauri. I dinosauri vengono spesso citati in quanto estinti per le cause più disparate ("se avessero mangiato cinque porzioni di frutta e verdura al giorno", "se fossero ricorsi alla medicina alternativa piuttosto che affondare la sanità pubblica ingurgitando antibiotici", "se avessero perseguito attività più intellettuali piuttosto che passare il Giurassico a fare culturismo", "se ..., non si sarebbero estinti").

## Personaggi
La famiglia Dotcom:
- Blog: il padre. Professore di caccia in un istituto superiore della "Zona d'Evoluzione Prioritaria". Si dedica in realtà molto più alla raccolta, ma non riesce a concepire l'agricoltura né il vegetarianismo. Si lascia facilmente sedurre da nuovi concetti e idee, ma non riesce mai a metterli in pratica.
- Spam: la madre. Professoressa di preistoria e geografia nel medesimo istituto. A suo dire, la sua classe è difficile perché molto eterogenea (sapiens, erectus, neanderthal, cannibali, primati d'ogni sorta e perfino un anfibio).
- Web: la figlia maggiore. Adolescente e superficiale. Ha una relazione con Rahan De La Pétaudière.
- Url: il figlio minore. Vegetariano, milita per un'associazione "alterdarwinista" per un'evoluzione egalitaria.
- Il nonno. Ha fatto il 68.000 a.C.

Altri personaggi:
- Crao De La Pétaudière: presidente dell'EDF, Énergie de Feu, "Energia di Fuoco" (chiaro riferimento alla società energetica Électricité de France). Il suo vulcano fornisce fuoco a tutta la vallata.
- Rahan De La Pétaudière: figlio del precedente e amico di Web.
- Werther: scimmia amica di Url e militante come lui. Insieme vogliono creare una rete sociale che chiamano Flèches-book, ma non trovano nessuno che li sovvenzioni.
- Madame Finkelstein: fidanzata di nonno Dotcom.

## Albi
- Silex and the City, 1: Avant notre ère. Dargaud 2009 (ISBN 9782205061383)
- Silex and the City, 2: Réduction du temps de trouvaille. Dargaud 2010 (ISBN 9782205064513)
- Silex and the City, 3: Le Néolithique, c'est pas automatique. Dargaud 2012 (ISBN 9782205068160)
- Silex and the City, 4: Autorisation de découverte. Dargaud 2013 (ISBN 9782205071306)

## Cartoni animati

### Prima stagione(2012)
1. L'héritage ingrat
2. Problèmes de peau
3. Zone d'évolution prioritaire
4. Cessez le feu !
5. L'orientation des espèces
6. Troisième âge de pierre
7. Le feu de l'amour
8. La déco-sapiens
9. Fashion-victim
10. Le drame de la paléoprécarité
11. Comment mon père a mangé bio
12. Votez Blog!
13. L'enfance de l'art
14. Alterdarwinisme
15. Aristo-Sapiens
16. Le remplaçant
17. Des hominidés et des dieux
18. Ma biodiversité va craquer
19. Théorie de l'évolution
20. Les homéo-sapiens
21. Century - 21 000 av J-C
22. Homo analysis
23. La planète des stages
24. Le propre de l'homme
25. Homme de Pékin : le péril jaune
26. Bling bling
27. Désir d'avenir
28. Crétacé à durée indéterminée
29. Mai -68 000 av. J.C.
30. Risque zéro
31. Le coach
32. La grève du feu
33. La guerre du foot
34. F*** me, I'm Erectus
35. Réseau évolution sans frontières
36. Cannibalisme : demain, j'arrête
37. Commerce paléo-équitable
38. Libido-sapiens
39. Les réseaux-Sapiens
40. Paléocalypse now

### Seconda stagione (2013)
1. Poulpe fiction
2. Neuf mois avant notre ère
3. Les Pivot-Sapiens
4. Les Ludo-Sapiens
5. Dura Lex, Silex
6. Allumer le fou
7. Les catho-sapiens
8. Les proprio-sapiens
9. Le berceau de l'humanité
10. Préhistoria nostra
11. Homo veneziano
12. Traders-cueilleurs
13. Paléo lifting
14. Âge de pierre et vacances
15. Le secret du feu de la rampe
16. Chamane Shalom!
17. Ecce Homo!
18. Kung-feu
19. Les facho-sapiens
20. Figure du père et âge de pierre
21. Il était une fois l'OM
22. Les sapiens à Monaco
23. Sus aux macho-sapiens
24. L'Âge de prière
25. Le 2eme guerre mondiale du feu
26. Crédit arboricole
27. Darwin ou Halloween
28. Enchère et en os
29. Noces de pierre
30. Crétacé-réalité
31. Fashion évolution
32. La guerre du fuck
33. Le cancer du singe
34. Préhistoire academy
35. Homme des casernes
36. Les hominidés font du ski
37. Petit meurtre entre amibes
38. Autorisation de découverte
39. Révolution Footbalithique
40. Les sapiens de Noël